# Boris Breskvar
Boris Breskvar (* 1942; † 3. Dezember 2012 in Ljubljana) war ein jugoslawischer bzw. slowenischer Tennistrainer und gilt als „Entdecker“ von unter anderem Boris Becker, Steffi Graf und Anke Huber. Breskvar besaß auch die deutsche Staatsangehörigkeit.

## Leben
Boris Breskvar war Landestrainer im nordbadischen Tennis-Leistungszentrum in Leimen, dem Tennis-Club Blau-Weiß 1964 Leimen. Dort trainierte er unter anderem in den 1970er-Jahren die Tennisspieler Boris Becker, Steffi Graf und später auch Anke Huber. Während Beckers und Grafs Durchbrüche im Profibereich unter der Leitung anderer Trainer gelangen, betreute Breskvar Huber auch, als sie Anfang der 1990er Jahre erste Erfolge auf dieser Leistungsebene feierte.
Breskvar war der erste Trainer von Boris Becker, der damals gerade erst sechs Jahre alt war. Über seine Zeit mit Breskvar im Landesleistungszentrum Leimen erzählte Becker später: „Er war ein sehr leidenschaftlicher Trainer, sehr diszipliniert, hart, aber fair. Er ist der Trainer, der mit Steffi Graf und mir gleich zwei deutsche Weltstars des Tennis entdeckt hat.“ Breskvar förderte eigener Aussage nach die Selbstverantwortung seiner jungen Spieler, indem er nach dem Leitspruch „Keiner wird Nummer eins, wenn ihm ein anderer alle Steine aus dem Weg räumt“ verfuhr.
2005 wurden bei Breskvar Hirntumore festgestellt. Er musste sich 2007 mehreren Hirn-Operationen unterziehen, wobei ihm drei Tumore entfernt wurden. Zuletzt litt er an Alzheimer. Breskvar zog mit seiner Frau nach Ljubljana, wo sein Sohn Peter eine Tennis-Akademie betreibt.

## Veröffentlichungen
- mit Ulrich Kaiser: Tennis wie es Boris Becker bei mir lernte. Mosaik Verlag, München 1985, ISBN 3-570-00898-3.